# Passage Brady
Passage Brady är en passage i Quartier de la Porte-Saint-Denis och Quartier de la Porte-Saint-Martin i Paris tionde arrondissement. Gatan är uppkallad efter en viss monsieur A. Brady, en markägare i området som lät öppna passagen. Passage Brady börjar vid Rue du Faubourg-Saint-Martin 43 och slutar vid Rue du Faubourg-Saint-Denis 46.
Passage Brady är sedan år 2002 ett monument historique.

## Omgivningar
- Saint-Laurent
- Impasse du 49-Faubourg-Saint-Martin
- Impasse Martini
- Passage de l'Industrie

## Bilder
| - Gatuskylt. - Saint-Laurent. - Passage de l'Industrie. |

## Kommunikationer
- Tunnelbana – linje  – Château d'Eau
- Busshållplats Château d'Eau – Paris bussnät

### Webbkällor
- ”Passage Brady”. Mairie de Paris. https://web.archive.org/web/20160303172232/http://www.v2asp.paris.fr/commun/v2asp/v2/nomenclature_voies/Voieactu/1261.nom.htm. Läst 29 november 2023.
- ”Passage Brady (10ème arrondissement)”. Les rues de Paris. https://web.archive.org/web/20160409123141/http://www.parisrues.com/rues10/paris-10-passage-brady.html. Läst 29 november 2023.